# Aeroportul Zero
Aeroportul Zero (IATA: ZER, ICAO: VEZO) este un aeroport din Ziro⁠(d), Lower Subansiri district⁠(d), Arunachal Pradesh, India. Aeroportul a fost tranzitat în decembrie 2022 de 105 pasageri.
Situat la o altitudine de 1.647 m, aeroportul dispune de o singură pistă. Este operat de Airports Authority of India⁠(d).